# Семейка Осборнов
«Семейка Осборнов» (англ. The Osbournes) — американское реалити-шоу, в котором запечатлена домашняя жизнь музыканта Оззи Осборна и его семьи. Сериал начал идти на MTV 5 марта 2002 года и во время первого сезона был признан наиболее просматриваемым шоу за всю историю канала. Последняя серия вышла 21 марта 2005 года.
«Семейка Осборнов» считается пионером среди реалити-шоу, положившем начало эре программ, посвященных семейной жизни знаменитостей.

## Предыстория
В 2000 году MTV сняли выпуск шоу «По домам!» о доме Оззи Осборна. Во время съёмок продюсеры обратили внимание, что не только сам Оззи, но и его жена Шэрон, а также дети Джек и Келли ведут себя на камеру остроумно, хаотично и совершенно без цензуры. Это выглядело как мини-комедия в реальном времени. Идея отдельного шоу про семью принадлежала Шэрон. MTV дали проекту небольшой стартовый бюджет, снимали семью несколько недель и увидели потенциал.

## Обзор
Шоу показывает домашнюю жизнь музыканта Оззи Осборна, его жены и менеджера Шэрон и их детей Келли и Джека, и со второго сезона, «приёмного сына» Оззи Роберта Маркато. У Осборнов есть и вторая дочь, Эми, которая отказалась принимать участие в шоу и публично раскритиковала своих родителей за их выходки на этой программе. На большинстве семейных фото, показанных на этом шоу, она либо отсутствует, либо замазана.
В шоу также были показаны трудные времена семьи — борьба Шэрон с раком, авария Оззи на квадроцикле и т. д. На волне успеха шоу, Келли Осборн начала свою короткую карьеру певицы, в то время, как Шэрон вела своё ток-шоу «The Sharon Osbourne Show». Семья также спародировала «Семейку Осборнов» в камео в фильме об Остине Пауэрсе «Голдмембер».
Будучи наиболее рейтинговым шоу в истории канала MTV, «Семейка Осборнов» выиграла Эмми в 2002 году в номинации «Лучшее реалити-шоу». Программа транслировалась, кроме США, в Канаде, Бразилии, Австралии и Новой Зеландии, Европе, России.

### После съёмок
В интервью на втором канале радио BBC 4 мая 2009 Оззи Осборн подтвердил, что он «был накуренным на протяжении всех съёмок „Семейки Осборнов“», и поэтому сейчас, будучи трезвым, не может смотреть это шоу. Впрочем, он также заявил, что хотя канадская версия шоу шла без цензуры, чему он был рад, ему всё равно больше нравилась цензурированная версия для США, поскольку матерные слова в ней были более заметны (из-за постоянных запикиваний).
С 30 ноября по 1 декабря 2007 г. вещи, принадлежавшие Осборнам и запечатлённые в шоу, были проданы на публичном аукционе — прежде всего мебель.
В 2009 году Осборны воссоединились для съёмок своего нового шоу «Семейка Осборнов: Перезагрузка» (Osbournes: Reloaded) для канала Fox. Шоу начали транслировать 31 марта 2009 г. Оно состоит из скетчей, трюков, камео знаменитостей, музыкальных представлений и нарезки смешных моментов. Но вскоре канал прекратил трансляцию шоу, поскольку его содержание было настолько пёстрым, что телекомпания не могла адекватно позиционировать его в рекламе, и боссы компании решили не продолжать его, опасаясь неудачи.